# Brønshøj Bibliotek
Brønshøj Bibliotek er et bibliotek beliggende i Brønshøj ved Brønshøj Torv. Blilioteket indgår sammen med Husum Bibliotek, Kulturhuset Pilegården og Pilegårdens Børhekulturhus i den administrative enhed 2700Kultur.
Tidligere var biblioteket en biograf ved navn Bella Bio.
55°42′15.03″N 12°29′57.50″Ø / 55.7041750°N 12.4993056°Ø